# 2198 Ceplecha
2198 Ceplecha (1975 VF) là một tiểu hành tinh vành đai chính.